# 9432 Iba
9432 Iba este un asteroid din centura principală de asteroizi.

## Descriere
9432 Iba este un asteroid din centura principală de asteroizi. A fost descoperit pe 1 februarie 1997 la Ōizumi de Takao Kobayashi. Asteroidul prezintă o orbită caracterizată de o semiaxă mare de 2,36 ua, o excentricitate de 0,03 și o înclinație de 7,2° în raport cu ecliptica.